# Edward Ryle
Edward Hewish Ryle (ur. 1 października 1885, zm. 5 kwietnia 1952) – brytyjski lekkoatleta.
Na Letnich Igrzyskach Olimpijskich 1908 wystąpił w zawodach w konkurencji biegu na 400 m, w ramach których walkowerem przebrnął przez eliminacje. W swoim półfinale zajął 3. miejsce i odpadł z rywalizacji.